# Refugi Molières
El Refugi Molières o Mulleres és un refugi de muntanya situat a la vall de Molières, al terme municipal de Vielha, a la comarca del Vall d'Aran. Va ser instal·lat a l'agost de 2011 per substituir l'antiga cabana que estava en mal estat. És un refugi metàl·lic, un equipament d'emergència no guardat tipus bivac, situat a 2.390 metres d'altitud, al Pirineu Occidental, sobre l'estany Inferior de Molières. És propietat de la Federació d'Entitats Excursionistes de Catalunya. Disposa de lliteres, matalassos i mantes i emissora d'emergència, així com taula, prestatgeries, extintors, parallamps i plaque solars.

## Accés
Des de la boca sud del túnel de Vielha (3 h); des de l'Artiga de Lin (4 h); i des del refugi de la Renclusa (5 h).